# Auguste Spinner
Auguste Spinner, né le 14 juin 1864 à Wissembourg et mort le 1er avril 1939 à Strasbourg, est un peintre, décorateur, architecte, journaliste, militaire alsacien, membre du cercle de Saint-Léonard.

## Les fresques du Musée historiques de Haguenau
Auguste Spinner a réalisé, en 1905, pour le Musée historique de Haguenau les fresques des entrées de Haguenau avec la Porte de Wissembourg à Haguenau à la date de 1870, la Porte de Strasbourg à Haguenau, le Quai des Pêcheurs à Haguenau, l'Église Saint-Nicolas de Haguenau.

## Le monument aux morts de Geisberg
Il est à l'origine du projet d'édification d'un monument aux morts à Wissembourg, et il préside le comité d'érection. Le sculpteur alsacien, Albert Schultz, choisit de rappeler non seulement la défaite de 1870, mais des victoires françaises de 1706 ou 1793. Le monument représente « une victoire ailée adossée à un obélisque couronné d’un coq gaulois ». Un certain nombre des participants à la cérémonie d’inauguration du monument du Geisberg sont arrêtés, et Auguste Spinner doit s'exiler à Nancy.

## Distinctions
- Croix de guerre[4]
- 1934 : officier de la Légion d'honneur[4], en tant qu'ancien délégué général du Souvenir français en Alsace, une association créée en 1887 pour entretenir les tombes de soldats et élever des monuments à leur mémoire[5].

## Vie familiale
Son fils, Georges Auguste Spinner, est architecte en chef des bâtiments civils et des palais nationaux dans le Bas-Rhin, chevalier de la Légion d'honneur. 